# Luis Moreno
Luis Moreno (Panamá, 19 de marzo de 1981) es un exfutbolista panameño. 

## Trayectoria

### Selección nacional
Hizo su debut con la selección de fútbol de Panamá en el año 2001.

### Polémica por la muerte de la lechuza
El 27 de febrero de 2011, durante un partido del torneo local colombiano en el que se enfrentaban el Junior y el Deportivo Pereira, Luis Moreno, jugador de este último equipo, protagonizó un incidente inexplicable: faltando 20 minutos para terminar el encuentro, pateó una lechuza que habitaba en el estadio Metropolitano Roberto Meléndez de Barranquilla, la cual había sido previamente impactada en forma involuntaria por el balón en el transcurso del partido. El animal murió dos días después debido a una falla multiorgánica, producto del fuerte estrés que le produjo el incidente. El cuadro clínico que desarrolló la lechuza, y que desembocó en su muerte se denomina miopatía post captura, consistente en la acumulación de tóxicos que afectan los riñones, el hígado, los pulmones y el corazón debido al exceso en su manipulación. El jugador vio con preocupación este hecho, ofreciendo disculpas por el acto que cometió. No obstante, el público reaccionó con indignación, hasta el punto de que Moreno llegó a recibir llamadas telefónicas con amenazas de muerte. Según las leyes colombianas, Moreno podría haber recibido hasta tres meses de cárcel por maltrato animal. El jugador fue suspendido por dos fechas a partir del 2 de marzo (fecha en que se dictó la sentencia), además de tener que pagar una multa equivalente a US$ 560. La Dimayor encontró que el defensor incurrió "en un acto cruel contra una especie animal", según indica el texto de la sanción.
El 27 de abril de 2011, el Departamento Técnico Administrativo del Medio Ambiente de Barranquilla (Damab) le impuso una sanción económica al defensa del Deportivo Pereira por la agresión a la lechuza. Luis Moreno pagó una suma correspondiente a 50 salarios mínimos mensuales legales vigentes según la resolución 0323 de dicha autoridad ambiental, equivalentes a COP$ 26.780,000 (US$ 14.979; T.R.M. COP$ 1,787.88). Además de la multa, el defensa panameño pagó COP$ 600.000 (US$ 336) por concepto de los gastos veterinarios en los que incurrió la autoridad ambiental en mención para tratar de salvarle la vida al ave. De igual manera, debió ofrecer disculpas públicamente a la ciudadanía barranquillera y cumplir con trabajos comunitarios en el zoológico de Barranquilla.

### Más juego peligroso
Luego de haber regresado a la plantilla de su club, en un partido frente al Deportivo Cali le propinó una patada en el estómago al jugador rival Andrés Ramiro Escobar cuando este se encontraba tendido en el suelo, lo que determinó que el juez del encuentro, Ulises Arrieta, le sacara inmediatamente la tarjeta roja. Este hecho ameritó que fuese nuevamente suspendido, esta vez por 7 fechas, además de recibir una sanción económica de COP$ 624,855. Debido a que restaban igual número de partidos para finalizar la parte inicial del torneo, y ya que el Pereira no clasificaría a la siguiente fase, el futbolista no pudo completar la temporada 2011 y renunció al equipo.
Moreno manifestó:

Es injusto que me tiren siete fechas de sanción, creo que otra acción también de un técnico que le pega a un árbitro le tiran dos, y yo que en pleno juego ahora me van a tirar siete.
RCN 

Sobre la patada recibida, Escobar manifestó:

Él (Luis Moreno) es así, ya lo había demostrado en fechas anteriores; espero que no vuelva a cometer esos errores, porque en la casa a uno lo esperan completo. Me pegó fuerte, pero afortunadamente no fue nada grave.
El Tiempo.com 

## Clubes
| Club                             | País      | Año         |
| -------------------------------- | --------- | ----------- |
| Tauro F. C.                      | Panamá    | 2000        |
| Deportivo Italia                 | Venezuela | 2000 - 2001 |
| Tauro F. C.                      | Panamá    | 2001 - 2004 |
| Envigado F. C.                   | Colombia  | 2005 - 2006 |
| Santa Fe                         | Colombia  | 2007        |
| Tiburones Rojos de Coatzacoalcos | México    | 2007        |
| Tauro F. C.                      | Panamá    | 2008 - 2010 |
| Deportivo Pereira                | Colombia  | 2011        |
| Tauro FC                         | Panamá    | 2011 - 2016 |

## Palmarés

### Campeonatos nacionales
| Título                | Club        | País   | Año  |
| --------------------- | ----------- | ------ | ---- |
| Anaprof Apertura 2003 | Tauro F. C. | Panamá | 2003 |
| Anaprof Clausura 2003 | Tauro F. C. | Panamá | 2003 |
| LPF Apertura          | Tauro F. C. | Panamá | 2010 |
| LPF Clausura          | Tauro F. C. | Panamá | 2012 |
| LPF Apertura          | Tauro F. C. | Panamá | 2013 |